# Tuiuti (kommun)
Tuiuti är en kommun i Brasilien.   Den ligger i delstaten São Paulo, i den sydöstra delen av landet, 800 km söder om huvudstaden Brasília. Antalet invånare är 5 935.
Följande samhällen finns i Tuiuti:
- Tuiuti

Omgivningarna runt Tuiuti är huvudsakligen savann. Runt Tuiuti är det ganska tätbefolkat, med 116 invånare per kvadratkilometer.